# Otto von Sperling
Ferdinand Otto von Sperling (* 20. März 1821 in Balgstädt; † 20. Oktober 1915 in Wiesbaden) war ein preußischer Generalleutnant.

## Leben

### Herkunft
Otto war ein Sohn des Herrn auf Balgstädt und Ostramondra Ernst Wilhelm von Sperling (1782–1848) und dessen Ehefrau Karoline Wilhelmine, geborene von Wurmb (1797–1822). Sein Vater heiratete nach dem Tod seiner Frau deren Schwester. Sein Bruder Oskar (1814–1872) war preußischer Generalmajor.

### Militärkarriere
Sperling erhielt seine Erziehung im Kloster Donndorf und besuchte das Gymnasium in Naumburg (Saale). Anschließend trat er am 21. Oktober 1839 als Füsilier in das 31. Infanterie-Regiment der Preußischen Armee ein und avancierte bis Mitte September 1842 zum Sekondeleutnant. Von Anfang Oktober bis Mitte Dezember 1847 war er zum Institut für gymnastische Übungen in Berlin kommandiert. Während des ersten Schleswigschen Krieges von 1848 nahm Sperling an den Gefechten bei Schleswig und Düppel sowie der Einnahme von Fredericia teil und wurde mit dem Roten Adlerorden IV. Klasse mit Schwertern ausgezeichnet. Ab Mitte Oktober 1848 folgte eine einmonatige Kommandierung zur Gewehrfabrik nach Sömmerda. Bei der Niederschlagung der Badischen Revolution kam er im Jahr darauf mit seinem Regiment bei Heidelberg, am Federbach, bei Niederbühl sowie bei der Belagerung von Rastatt zum Einsatz. Für sein Wirken erhielt er das Ritterkreuz des Ordens vom Zähringer Löwen.
Mit einem Patent vom 17. Juni 1842 wurde Sperling am 3. September 1850 in das 19. Infanterie-Regiment versetzt. Als es im Jahr 1850 zu einer Staatskrise in Kurhessen kam, wurde sein Verband dort hingeschickt und beteiligte sich am Gefecht bei Bronnzell. Zu Ausbildungszwecken war er vom 16. Mai bis zum 1. Juli 1853 zur 6. Pionier-Abteilung kommandiert und stieg zwischenzeitlich zum Premierleutnant auf. Vom 29. Dezember 1853 bis zum 31. März 1854 fungierte Sperling als Kommandeur des Besatzungskommandos der Festung Silberberg und war von Mitte April bis Ende September 1854 zum Lehr-Infanterie-Bataillon kommandiert. Ab Mitte Oktober 1856 folgte ein Kommando zur Dienstleistung als Kompanieführer beim besoldeten Stamm des I. Bataillons im 19. Landwehr-Regiment in Polnisch Lissa sowie Anfang Januar 1858 seine Beförderung zum Hauptmann. Mit der Reorganisation der Armee wurde Sperling am 1. Juli 1860 zum Chef der 1. Kompanie im 2. Posenschen Infanterie-Regiment Nr. 19 ernannt. Nach einem einmonatigen Kommando als Kommandeur des II. Bataillons im 1. Rheinischen Landwehr-Regiment Nr. 25 wurde Sperling am 7. Juni 1866 unter Beförderung zum Major dem 3. Niederschlesischen Infanterie-Regiment Nr. 50 aggregiert und war für die Dauer der Mobilmachung anlässlich des Krieges gegen Österreich Führer des I. Bataillons. In dieser Eigenschaft nahm er an der Schlacht bei Königgrätz teil und erhielt den Kronen-Orden III. Klasse mit Schwertern.
Nach dem Friedensschluss wurde Sperling am 17. September 1866 in das Regiment einrangiert und am 30. Oktober 1866 zum Kommandeur des I. Bataillons ernannt. Anfang März 1870 übernahm er das Füsilier-Bataillon und avancierte nach der Mobilmachung anlässlich des Krieges gegen Frankreich am 26. Juli 1870 zum Oberstleutnant. Sperling nahm mit seinen Füsilieren an der Schlacht bei Weißenburg teil und war nach dem Ausfall des Regimentskommandeurs Michelmann während der Schlacht bei Wörth bis zum 27. September 1870 Führer des Regiments. Als solcher nahm er an der Schlacht von Sedan, dem Gefecht bei Stonne sowie an der Belagerung von Paris teil und führte dann kurzzeitig das 1. Westpreußische Grenadier-Regiment Nr. 6. Anschließend übernahm er wieder sein Bataillon, kämpfte bei Bicêtre, Malmaison sowie am Mont Valérien.
Am 18. Januar 1871 war Sperling zur Kaiserproklamation nach Versailles kommandiert. Ausgezeichnet mit beiden Klassen des Eisernen Kreuzes wurde er nach dem Frieden von Frankfurt am 4. November 1871 zum Kommandeur des 4. Niederschlesischen Infanterie-Regiments Nr. 51 in Breslau ernannt und Mitte Januar 1872 zum Oberst befördert. Vom 25. Januar bis zum 13. März 1877 war er Kommandeur eines Grenzdetachements in Oberschlesien. Anschließend wurde er unter Stellung à la suite seines Regiments als Kommandeur der 28. Infanterie-Brigade nach Wesel versetzt, Ende des Monats zum Generalmajor befördert und am 8. September 1877 mit dem Roten Adlerorden II. Klasse mit Eichenlaub und Schwertern am Ringe ausgezeichnet. Am 13. April 1878 kam er als Kommandeur der 27. Infanterie-Brigade nach Düsseldorf. In Genehmigung seines Abschiedsgesuches wurde er am 23. Juni 1879 mit Pension zur Disposition gestellt.
Anlässlich seines 90-jährigen Geburtstags verlieh ihm Wilhelm II. am 20. März 1911 den Charakter als Generalleutnant. Er starb unverheiratet am 20. Oktober 1915 in Wiesbaden.